# Predigerwitwenhaus (Potsdam)

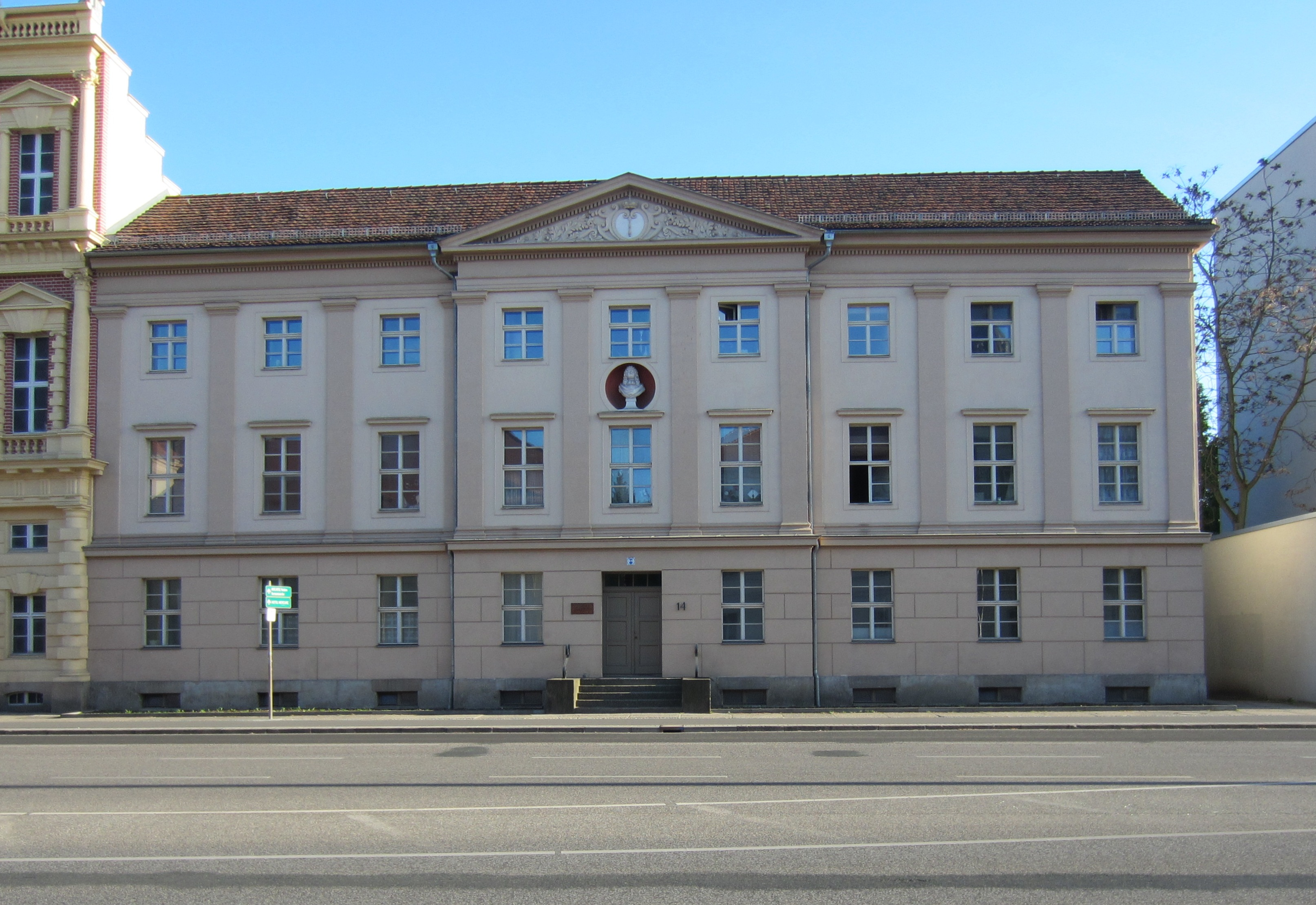
Ehemaliges Predigerwitwenhaus, Breite Straße 14

Das Predigerwitwenhaus ist ein denkmalgeschütztes Gebäude in der nördlichen Innenstadt von Potsdam, Breite Straße 14 [ehemals 25].

## Architektur
Der neunachsige Putzbau ist dreigeschossig mit Satteldach. Die Fassade des Erdgeschosses erhielt einen Quaderputz. Über einem Gurtgesims gliedern Pilaster die beiden oberen Geschosse. Der Dreiecksgiebel über dem dreiachsigen Mittelrisalit blieb vom Vorgängerbau erhalten. Das Giebelfeld schmücken Blattornamente und die Herrschaftsinsignien des Großen Kurfürsten Friedrich Wilhelm. Der Kurhut bekrönt das in einer Rollwerkkartusche dargestellte Kur-Zepter. Darunter steht in einer runden Nische die Büste des Kurfürsten, die vermutlich aus der Werkstatt des niederländischen Bildhauers Bartholomeus Eggers stammt. Für die Platzierung der Figurennische wurde Karl Friedrich Schinkel beratend hinzugezogen.

## Geschichte
Das erste, von Kurfürstin Dorothea gestiftete Predigerwitwenhaus wurde um 1674 auf den Grundmauern eines ehemaligen Forst- und Schulzenhauses errichtet. Das mit 12 Wohnungen für Witwen und Waisen, vorzugsweise von reformierten Predigern und Schulbediensteten sowie einem Pfleger ausgestattete Wohnstift eröffnete 1682. Die Fundationsurkunde wurde jedoch erst von Kurfürst Friedrich III. am 1. Februar 1697 unterzeichnet. Wahrscheinlich fertigte Johann Gregor Memhardt den Entwurf für das im Stil des holländischen Palladianismus gestaltete Gebäude, den Joachim Ernst Bläsendorf ausführte. Einer der geistlichen Inspektoren war von 1693 bis 1741 der Theologe und Mitbegründer der Königlich-Preußischen Akademie der Wissenschaften Daniel Ernst Jablonski.
Durch Feuchtigkeitsschäden war das Haus 1813 in einem baufälligen Zustand. Die Königliche Regierung zu Potsdam schlug Friedrich Wilhelm III. im Januar 1824 den Abriss vor. Am 17. August 1826 erfolgte die Grundsteinlegung für den erweiterten Neubau mit 23 Witwenwohnungen. Das 1827 fertiggestellte Wohngebäude in klassizistischen Formen entstand nach den Plänen des Regierungs- und Baurats Carl Wilhelm Redtel (1783–1853). Mit der Ausführung waren „Bauinspektor Brandt“ und Christian Heinrich Ziller betraut. 
Das Predigerwitwenhaus wurde bis 2006 als Wohnstift genutzt und von der evangelischen Kirche an einen privaten Investor verkauft.